# Il giorno del Cobra
Il giorno del Cobra è un film del 1980 diretto da Enzo G. Castellari.

## Trama
Larry Stanziani, detto il cobra, radiato dalla polizia e condannato a tre anni di carcere per una ingiusta accusa di connivenza con la mafia,  ora vive a San Francisco come investigatore privato. Convocato dal suo ex superiore, accetta di recarsi a Genova per indagare su Serge Kandinsky, suo avversario di sempre, e per riavvicinare suo figlio Tim, lasciato in un collegio dopo la morte della moglie.

## Distribuzione
Distribuito nei cinema italiani il 12 agosto 1980, Il giorno del Cobra ha incassato complessivamente 489.000.000 di lire dell'epoca.